# Arctic Circle Race
L'Arctic Circle Race est une course de ski de fond disputée au Groenland en avril ou en mars chaque année depuis 1997. Elle se déroule sur trois jours généralement aux environs de Sisimiut au-delà du Cercle polaire arctique.

## Caractéristiques
La course principale est courue sur une distance de 160 kilomètres. Il y a aussi une course longue de 100 kilomètres et une autre pour les enfants. Hôte de la compétition, Sisimiut se trouve sur la côte ouest du Groenland et soumise à des conditions météorologiques difficiles avec des températures en dessous de −30 °C parfois et du blizzard. Comme la compétition se déroule sur trois jours (si le temps le permet), les coureurs doivent dormir sous des tentes la nuit. C'est ainsi qu'elle est considérée comme la course la plus difficile au monde, contenant aussi plusieurs milliers de mètres de denivelé.